# Hsuan Hua

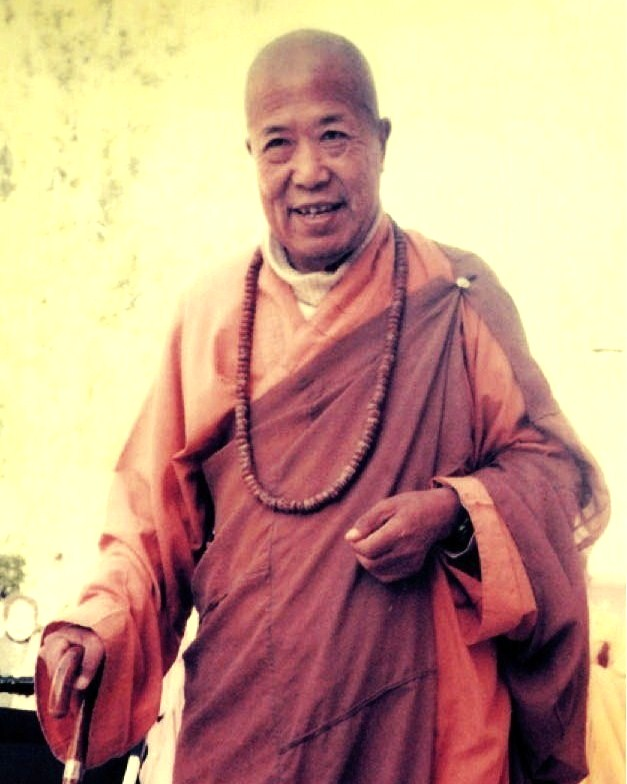
Hsuan Hua in Ukiah, Kalifornien.

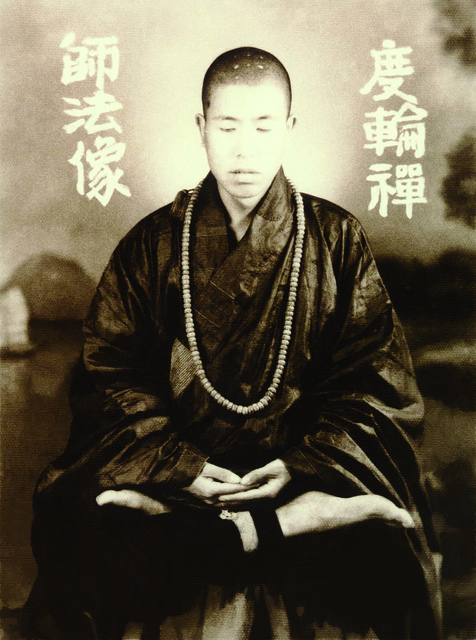
Hsuan Hua bei der Meditation im Lotossitz, Hongkong 1953.

Hsuan Hua (chinesisch 宣化, Pinyin Xuānhuà, englisch proclaim and transform; auch: An Tzu (chinesisch 安慈, Pinyin ān cí – „Friedlich Sanft“), Tu Lun; * 16. April 1918, Shuangcheng, Jilin Wuchang, Harbin, Heilongjiang; gest. 7. Juni 1995) war ein Bhikkhu (Mönch) des Chan-Buddhismus und ein Missionar des Chinesischen Buddhismus in den Vereinigten Staaten im 20. Jahrhundert.
Hsuan Hua gründete mehrere Institutionen in den USA. dazu gehören die Dharma Realm Buddhist Association (DRBA) eine buddhistische Vereinigung mit Ortsgruppen in Nordamerika, Australien und Asien. Die City of Ten Thousand Buddhas (CTTB) in Ukiah, Kalifornien, ist eines der ersten Chan-buddhistischen Klöster in Amerika. Dort gründete Hsuan Hua auch die Dharma Realm Buddhist University und die Buddhist Text Translation Society, die sich der Übersetzung buddhistischer Texte ins Englische, Vietnamesische, Spanische und andere Sprachen verschrieben hat.

## Leben

### Jugend
Hsuan Hua wurde am  16. April 1918 in Shuangcheng County von Jilin (Wuchang District, Harbin, Heilongjiang) geboren und erhielt den Namen Bai Yushu (白玉書). Seine Eltern waren fromme Buddhisten. Bereits in früher Jugend wurde er nach dem Vorbild seiner Mutter Vegetarier und entschied sich Mönch zu werden.
Mit 15 Jahren suchte er seine Zuflucht in den Drei Juwelen unter der Anleitung von Chang Zhi. Im gleichen Jahr begann er auch die Schule zu besuchen und studierte Texte der Hundert Schulen sowie Texte über Medizin, Wahrsagerei, Astrologie und Physiologie. Mit 19 Jahren wurde Hsuan Hua Mönch und nahm den Dharma-Namen An Tzu (安慈).

### Gelübde
Er verfasste folgende 18 Gelübde:
1. Ich gelobe, solange es einen einzigen Bodhisattva in den drei Zeitabschnitten in den zehn Richtungen des Dharma-Reichs gibt, bis zum Ende des leeren Raums, der die Buddhaschaft nicht erreicht hat, werde ich auch nicht die richtige Erleuchtung erreichen.
2. Ich gelobe, dass, solange es in den drei Zeitabschnitten einen einzelnen Pratyekabuddha in den zehn Richtungen des Dharma-Reiches gibt, bis zum Ende des leeren Raumes, der die Buddhaschaft nicht erreicht hat, auch ich nicht die richtige Erleuchtung erlangen werde.
3. Ich gelobe, dass, solange es in den drei Zeitabschnitten einen einzigen Shravaka in den zehn Richtungen des Dharma-Reiches gibt, bis zum Ende des leeren Raumes, der die Buddhaschaft nicht erreicht hat, auch ich nicht die richtige Erleuchtung erlangen werde.
4. Ich gelobe, solange es einen einzigen Gott im dreifachen Reich gibt, der die Buddhaschaft nicht erreicht hat, auch ich nicht die richtige Erleuchtung erlangen werde.
5. Ich gelobe, dass, solange es einen einzelnen Menschen in den Welten der zehn Richtungen gibt, die die Buddhaschaft nicht erreicht haben, auch ich nicht die richtige Erleuchtung erlangen werde.
6. Ich gelobe, dass, solange es eine einzelne Asura gibt, die die Buddhaschaft nicht erreicht hat, auch ich nicht die richtige Erleuchtung erlangen werde.
7. Ich gelobe, solange es ein einziges Tier gibt, das die Buddhaschaft nicht erreicht hat, auch ich nicht die richtige Erleuchtung erlangen werde.
8. Ich gelobe, dass solange es einen einzigen hungrigen Geist gibt, der die Buddhaschaft nicht erreicht hat, auch ich nicht die richtige Erleuchtung erlangen werde.
9. Ich gelobe, solange es einen einzigen Höllenbewohner gibt, der die Buddhaschaft nicht erfüllt hat, auch ich nicht die richtige Erleuchtung erlangen werde.
10. Ich gelobe, solange es einen einzigen Gott gibt, unsterblich, menschlich, asura, luftgebundenes oder wassergebundenes Geschöpf, lebendes oder lebloses Objekt oder einen einzigen Drache, ein Tier, ein Geist, ein Geist oder dergleichen aus dem Spirituellen Bereich, der mit mir Zuflucht genommen hat und die Buddhaschaft nicht erreicht hat, auch ich nicht die richtige Erleuchtung erlangen werde.
11. Ich gelobe, dass ich alle Segnungen und Glückseligkeiten, die ich selbst empfange und genieße, voll und ganz allen Lebewesen des Dharma-Reiches zu widmen.
12. Ich gelobe, alle Leiden und Nöte aller Lebewesen im Dharma-Reich in vollem Umfang auf mich zu nehmen.
13. Ich gelobe, unzählige Körper anzunehmen als Mittel, um in dem Denken lebender Wesen im ganzen Universum Zugang zu erhalten, die nicht an den Buddha-Dharma glauben und sie dazu zu bringen, ihre Fehler zu korrigieren und auf die Ganzheit auszurichten, ihre Fehler zu bereuen und neu anzufangen, damit sie ihre Zuflucht im Dreifach-Juwel nehmen und schlussendlich die Buddhaschaft erreichen.
14. Ich gelobe, dass alle Lebewesen, die mein Gesicht sehen oder meinen Namen hören, angehalten sein sollen ihre Gedanken auf Bodhi zu richten und schnell die Buddhaschaft erreichen sollen.
15. Ich gelobe, die Anweisungen des Buddha respektvoll zu beachten und mich daran zu halten nur eine Mahlzeit pro Tag zu essen.
16. Ich gelobe, alle fühlenden Wesen zu erleuchten, die universell auf die Vielzahl der unterschiedliche Kräfte reagieren.
17. Ich gelobe, die fünf Augen, sechs geistigen Mächte und die Freiheit zur Fähigkeit zu fliegen in diesem Leben zu erlangen.
18. Ich gelobe, dass alle meine Gelübde sicher erfüllt werden.

Darüber hinaus:
- Ich gelobe, die unzähligen Lebewesen zu retten.
- Ich gelobe, die unerschöpflichen Leiden zu beseitigen.
- Ich gelobe, die unbegrenzten Dharma-Türen zu studieren.
- Ich gelobe, den unübertroffenen Buddha-Weg zu vollenden.[2]

### Mission in den USA
1959 entschied sich Hsuan Hua den chinesischen Buddhismus im „Westen“ (fernen Osten) bekannt zu machen. Er forderte seine Schüler in Amerika dazu auf, eine Buddhistische Vereinigung zu gründen, die zunächst den Namen The Buddhist Lecture Hall führte (später: Sino-American Buddhist Association), die heute unter dem Namen Dharma Realm Buddhist Association bekannt ist.
Hsuan Hua reiste 1961 nach Australien und lehrte dort ein Jahr lang, kehrte dann 1962 jedoch nochmals nach Hong Kong zurück. Im selben Jahr reiste er dann auf Einladung der amerikanischen Buddhisten in die Vereinigten Staaten mit dem Willen, „Patriarchen, Buddhas und Bodhisattvas“ auszubilden.

#### San Francisco
Hsuan Hua ließ sich in San Francisco nieder, wo er eine Schule gründete. Er begann junge Amerikaner um sich zu scharen, die sich für Meditation interessierten und hielt tägliche Meditationen und regelmäßige Sutra-Lesungen ab.
In dieser Zeit ereignete sich die Kubakrise zwischen den USA und der Sowjetunion. Daraufhin hielt sich Hsuan Hua an ein fünfunddreißig-tägiges Fasten, bei dem er für ein Ende der Feindseligkeiten und für den Weltfrieden betete. 1967 zog er um in die Buddhist Lecture Hall in Chinatown, die sich im Tianhou-Temple befand.

#### Der erste Amerikanische Sangha
1968 veranstaltete Hsuan Hua im Sommer ein Seminar mit Śūraṅgama-Sūtra-Studien an dem mehr als 30 Studenten der University of Washington in Seattle Teil nahmen. Am Ende des Seminars baten fünf davon (Bhikṣu Heng Chyan, Heng Jing, Heng Shou; Bhikṣuṇīs Heng Yin, Heng Ch'ih) ordiniert zu werden.
Das Seminar umfasste das komplette Śūraṅgama Sūtra, die Vorlesungen wurden in einem achtbändigen Kommentar veröffentlicht und von den ursprünglichen Übersetzern im Jahre 2003 nochmals  in der Dharma Realm Buddhist University vorgetragen.

#### Vision eines Amerikanischen Buddhismus
Nachdem der erste Amerikanische Sangha gegründet war, veröffentlichte Hsuan Hua seine persönliche Vision eines Buddhismus in den Vereinigten Staaten:
- Bringt die wahre und richtige Lehre des Buddha in den Westen und schafft eine richtige Klostergemeinschaft des vollkommenen Sangha.
- Organisiert und unterstützt die Übersetzung des gesamten buddhistischen Kanons ins Englische und andere westliche Sprachen.
- Fördert gesunde Bildung durch die Gründung von Schulen und Universitäten.[5]

#### Ordinationen
Mehr und mehr Menschen baten darum Mönche/Nonnen werden zu dürfen, daher entschloss sich Hsuan Hua 1972 im Gold Mountain Dhyana Monastery Ordinations-Zeremonien abzuhalten. Dort wurden zwei Mönche und eine Nonne ordiniert. Die folgenden Ordinationen wurden im City of Ten Thousand Buddhas-Kloster 1976, 1979, 1982, 1989, 1991 und 1992 abgehalten. Hsuan hua ordinierte im Laufe seines Lebens mehr als zweihundert Personen.

### Tod & Beisetzung
Am 7. Juni 1995 verstarb Hsuan Hua plötzlich in Los Angeles im Cedars-Sinai Medical Center.
Die Beerdigungszeremonien erstreckten sich vom 8. Juni bis zum 29. Juli. Am 17. Juni wurde sein Leichnam nach Nord-Kalifornien in das City of Ten Thousand Buddhas-Kloster überführt. Die Zeremonien wurden von Ming Yang, dem Abt des Longhua-Tempels (上海龙华寺) in Shanghai, einem langjährigen Freund von Hsuan Hua geleitet.
Am 28. Juli wurde eine Gedenkfeier von Mönchen der Theravada- und der Mahayana-Tradition veranstaltet und der Körper verbrannt. Etwa zweitausend Schüler und Verehrer aus Amerika, Kanada, sowie verschiedenen asiatischen und europäischen Ländern kamen zur Beisetzung und unter den Beileidsbekundungen war sogar ein Schreiben von Präsident Bush.
Am 29. Juli wurde die Asche von zweien seiner Schüler, Heng Sure und Heng Chau, aus einem Heißluftballon über der City of Ten Thousand Buddhas verstreut.
Nach der Beerdigung wurden Gedenkfeiern in verschiedenen Ländern abgehalten und seine Sarira (Reliquien) wurden an verschiedene Tempel und Schüler verteilt.

## Lehre

### Theravada und Mahayana
Nachdem er in seiner Jugend Thailand und Burma bereist hatte, um die südliche Tradition des Buddhismus zu studieren, war es Hsuan Huas Anliegen die Kluft zwischen Mahayana und Theravada zu überwinden. In einer Ansprache an Ajahn Sumedho und den Sangha des Amaravati Buddhist Monastery am 6. Oktober 1990 erklärte er:
Im Buddhismus sollten wir die südlichen und nördlichen Traditionen vereinigen. Von nun an beziehen wir uns nicht auf Mahayana oder Theravada. Mahayana ist die „Nördliche Tradition“ und Theravada ist die „Südliche Tradition“. […] Sowohl die südlichen, als auch die nördlichen Traditionsmitglieder sind Jünger des Buddha, wir sind die Nachkommen des Buddhas. Als solche sollten wir tun, was Buddhisten tun sollten. […] Unabhängig von der südlichen oder der nördlichen Tradition teilen beide das gemeinsame Ziel, den Lebewesen zu helfen, den Bodhi-Geist hervorzubringen, die Geburt und den Tod zu beenden und Leiden zu überwinden und Glück zu erlangen.
Anlässlich der Eröffnung der Dharma Realm Buddhist University verlieh Hsuan Hua einen Ehrendoktor an K. Sri Dhammananda, einen Vertreter der Theravada-Tradition und spendete auch ein großes Stück Land für das Abhayagiri Buddhist Monastery, ein Theravada-Kloster in der Thailändischen Wald-Tradition, von Ajahn Chah in Redwood Valley, California.
Hsuan Hua lud auch regelmäßig Bhikkhus beider Traditionen ein, an den High Ordinations teilzunehmen.

### Chinesisch-Amerikanischer Buddhismus
Hsuan Hua veranstaltete die Water, Land, and Air Repentance Dharma Assembly vom 18. Juli bis 24. Juli 1987 in der City of Ten Thousand Buddhas und lud dazu mehr als 70 Buddhisten aus China ein. Das jahrhundertealte Ritual wird als „Königin der Dharma-Rituale“ im chinesischen Buddhismus angesehen und wurde das erste Mal in Nordamerika veranstaltet.
Am 6. November 1990 sandte Hsuan Hua Schüler nach Peking um die Dragon Treasury-Edition (chinesisch 龍藏, Pinyin lóngzáng) des Buddhistischen Kanons an die City of Ten Thousand Buddhas zu bringen und dadurch den Buddhismus in Amerika heimisch zu machen.

### Werke
| - To Prevent A Nuclear Holocaust, People Must Change Their Minds - The Heart of Prajnaparamita Sutra Without the Stand - Should One Be Filial - Guanyin Bodhisattva is Our Brother - Master Hsuan Hua on Stupidity Versus Wisdom - In An Emergency - Doing It Just Right is the Middle Way - Chan - The Dharma Door Of Mindfulness - Causes And Conditions - The Efficacious Language - Exhortation to Resolve Upon Bodhi - Herein Lies the Treasure Trove - Listen to Yourself, Think Everything Over - Water Mirror Reflecting Heaven - Why Should We Receive And Uphold The Five Precepts? | - The Fifty Skandha Demon States - The Intention of Patriarch Bodhidharma's Coming from the West - Commentary on The Wonderful Dharma Lotus Flower Sutra - Commentary on The Sutra in Forty-Two Sections - Commentary on The Sixth Patriarch's Dharma Jewel Platform Sutra - Chan: the Essence of All Buddhas - Guanyin, Guanyin, Guanshiyin - The Professor Requests a Lecture From the Monk in the Grave - Venerable Master Hua's Talks on Dharma, Volumes I-XI - Buddha Root Farm - News From True Cultivators |